# Lissonota fulvicornis
Lissonota fulvicornis là một loài tò vò trong họ Ichneumonidae.